# Hasan Mushaima
Hasan Mushaima (arabe : حسن مشيمع) est un éminent opposant bahreïni et le secrétaire-général d’Al-Haq, l’un des principaux mouvements d’opposition à Bahreïn. 
Avant de rejoindre Al-Haq, Hassan Mushaima était l’un des fondateurs de la Wefaq, le principal parti de l’opposition bahreïnie, et il a joué un rôle central dans les soulèvements populaires des années 1994 – 1999 (en) à Bahreïn.
Il est condamné en 2011 à la prison à perpétuité pour son soutien au soulèvement bahreïnien de la même année.

## Arrestations
Les autorités avaient placé M. Mushaima sous résidence surveillée plusieurs fois pendant les soulèvements entre 1994-1999 (en), et il a été arrêté deux fois en 1994, puis emprisonné de mars à septembre 1995 . Il a été incarcéré de nouveau en janvier 1996 et il a demeuré derrière les barreaux jusqu’en février 2001 . Quelques années plus tard, M. Mushaima a été arrêté pendant un jour en février 2007 ,,, et il a été emprisonné de janvier à avril 2009.

## Soulèvement bahreïni de 2011-présent
En 2010, M. Mushaima est allé à Londres pour poursuivre des traitements d'un cancer du poumon . Pendant cette période, Mushaima a été condamné par contumace avec 23 autres opposants bahreïnis pour « complot terroriste » visant à renverser le régime des Al-Khalifa . M. Mushaima a été « gracié », avec les 23 autres militants, par le roi de Bahreïn , et avec le déclenchement de la révolution bahreïnie en février 2011, il a annoncé son intention de rentrer à Bahreïn. Il a rentré à Bahreïn par Beyrouth, Liban, mais les autorités libanaises l’avaient empêché de poursuivre son voyage jusqu’à Bahreïn à la demande du régime bahreïni . Il a été relâché quelques jours plus tard, et il a été accueilli comme un héros  le 26 février 2011, à la place de la Perle, à la capitale, Manama. Le 7 mars 2011, il a formé la « Coalition pour la création d’une république » avec Abdulwahab Hussain (en), chef du mouvement d’opposition Al-Wafa (ar), et Saeed al-Shehabi (en), secrétaire général du Front islamique de libération de Bahreïn (en). Cette coalition tripartite a déclaré que le régime des Al-Khalifa à Bahreïn avait perdu la légitimité après avoir réprimé dans le sang un peuple qui ne demandait rien que ces libertés et droits fondamentaux . Le 14 mars 2011, le Conseil de coopération du Golfe a déployé plus de 1500 troupes du Bouclier de la Péninsule (1000 soldats saoudiens , 500 policiers émiratis , et des troupes qataries).
Les forces du régime bahreïni ont lancé un assaut contre des dizaines de milliers de manifestants bahreïnis qui campaient autour de la place de la Perle , l’épicentre du mouvement de contestation . Les forces du Bouclier de la péninsule et l’armée bahreïnie ont également détruit le monument au centre de la place de la Perle le 17 mars 2011 . Le même jour, M. Mushaima, ainsi qu’Abdulwahab Hussain (en) et Ibrahim Cherif (en), chef du mouvement de gauche laïque Waad (en), ont été tous arrêtés par les forces bahreïnis. M. Mushaima a été accusé par les autorités bahreïnies de « complot terroriste contre la monarchie » , et il a été condamné par un tribunal militaire le 22 juin 2011 à prison à perpétuité . Six autres militants avaient reçu la même peine, dont Abdulhadi al-Khawaja, Abdulwahab Hussain (en), et Abduljalil al-Singace. Ces opposants ont été accordés un nouveau procès devant un tribunal civil le 30 avril 2012 , mais la cour d’appel a confirmé les lourdes peines infligées à 14 militants. M. Mushaima et les autres opposants condamnés demeurent incarcérés dans les prisons du régime des Al-Khalifa .
En octobre 2012, la santé de M. Mushaima s’est détériorée. Selon l’opposition, il est retombé malade de cancer après avoir subi des tortures et des mauvaises traitements depuis sa détention en mars 2011 . Le Centre Bahreïni des Droits de l’Homme (en) confirme que M. Mushaima a été empêché de recevoir des soins médicaux , et bien qu’il soit retombé malade de cancer , les autorités bahreïnies le privent toujours de traitement anti-cancérologique ,.